# Bayview-Montalvin
Bayview-Montalvin is een plaats in Contra Costa County in Californië in de VS.

## Geografie
De totale oppervlakte bedraagt 2,1 km² (0,8 mijl²) waarvan 1,7 km² (0,6 mijl²) land is en 0,5 km² (0,2 mijl²) of 23,17%) water is.

## Demografie
Volgens de census van 2000 bedroeg de bevolkingsdichtheid 3018,8/km² (7845,0/mijl²) en bedroeg het totale bevolkingsaantal 5004 dat bestond uit:
- 47,72% blanken
- 11,97% zwarten of Afrikaanse Amerikanen
- 1,10% inheemse Amerikanen
- 13,89% Aziaten
- 0,76% mensen afkomstig van eilanden in de Grote Oceaan
- 19,24% andere
- 5,32% twee of meer rassen
- 35,19% Spaans of Latino

Er waren 1461 gezinnen en 1164 families in Bayview-Montalvin. De gemiddelde gezinsgrootte bedroeg 3,42.

## Plaatsen in de nabije omgeving
De onderstaande figuur toont nabijgelegen plaatsen in een straal van 8 km rond Bayview-Montalvin.